# Portsmouth North (circonscription du Parlement britannique)
Circonscription parlementaire de la Chambre des communes
La circonscription de Portsmouth North est une circonscription située dans le Hampshire, et représentée à la Chambre des Communes du Parlement britannique depuis 2024 par Amanda Martin du Parti travailliste.

## Members of Parliament

### MPs 1918–1950
| Élection | Élection                | Membre                                       | Membre                                       | Parti                                        |
| -------- | ----------------------- | -------------------------------------------- | -------------------------------------------- | -------------------------------------------- |
|          | 1918                    | Sir Bertram Falle, Bt.                       |                                              | Coalition Conservateur                       |
|          | 1922                    | Sir Bertram Falle, Bt.                       | Conservateur                                 |                                              |
|          | Élection partielle 1934 | Amiral Sir Roger Keyes                       |                                              | Conservateur                                 |
|          | Élection partielle 1943 | Amiral Sir William James                     |                                              | Conservateur                                 |
|          | 1945                    | Donald Bruce                                 |                                              | Travailliste                                 |
|          | 1950                    | circonscription abolie: voir Portsmouth West | circonscription abolie: voir Portsmouth West | circonscription abolie: voir Portsmouth West |

### MPs depuis 1974
| Élection | Élection | Membre             | Membre | Parti               |
| -------- | -------- | ------------------ | ------ | ------------------- |
|          | Fev 1974 | Frank Judd         |        | Travailliste        |
|          | 1979     | Peter Griffiths    |        | Conservateur        |
|          | 1997     | Syd Rapson         |        | Travailliste        |
|          | 2005     | Sarah McCarthy-Fry |        | Labour Co-operative |
|          | 2010     | Penny Mordaunt     |        | Conservateur        |
|          | 2024     | Amanda Martin      |        | Travailliste        |

## Élections

### Élections dans les années 2010
| Parti         | Parti                | Candidat             | Voix   | %    | ±     |
| ------------- | -------------------- | -------------------- | ------ | ---- | ----- |
|               | Conservateur         | Penny Mordaunt       | 28,172 | 61,4 | +6.6  |
|               | Travailliste         | Amanda Martin        | 12,392 | 27,0 | -6.7  |
|               | Libéral Démocrate    | Antonia Harrison     | 3,419  | 7,4  | +1.9  |
|               | Green                | Lloyd Day            | 1,304  | 2,8  | +1.1  |
|               | Indépendant          | George Madgwick      | 623    | 1,4  | N/A   |
| Majorité      | Majorité             | Majorité             | 15,780 | 34,4 | +13.3 |
| Participation | Participation        | Participation        | 45,910 | 64,4 | -1.7  |
|               | Conservateur retenir | Conservateur retenir | Swing  | +6.7 |       |

| Parti         | Parti                | Candidat             | Voix   | %    | ±     |
| ------------- | -------------------- | -------------------- | ------ | ---- | ----- |
|               | Conservateur         | Penny Mordaunt       | 25,860 | 54,8 | +7.8  |
|               | Travailliste         | Rumal Khan           | 15,895 | 33,7 | +9.9  |
|               | Libéral Démocrate    | Darren Sanders       | 2,608  | 5,5  | -0.7  |
|               | UKIP                 | Mike Fitzgerald      | 1,926  | 4,1  | -15.0 |
|               | Green                | Ken Hawkins          | 791    | 1,7  | -1.5  |
|               | Libertarian          | Joe Jenkins          | 130    | 0,3  | N/A   |
| Majorité      | Majorité             | Majorité             | 9,965  | 21,1 | -2.1  |
| Participation | Participation        | Participation        | 47,210 | 66,1 | +4.0  |
|               | Conservateur retenir | Conservateur retenir | Swing  | -1.1 |       |

| Parti         | Parti                | Candidat             | Voix   | %    | ±     |
| ------------- | -------------------- | -------------------- | ------ | ---- | ----- |
|               | Conservateur         | Penny Mordaunt       | 21,343 | 47,0 | +2.7  |
|               | Travailliste         | John Ferrett         | 10,806 | 23,8 | -3.9  |
|               | UKIP                 | Mike Fitzgerald      | 8,660  | 19,1 | +15.0 |
|               | Libéral Démocrate    | Darren Sanders       | 2,828  | 6,2  | -13.9 |
|               | Green                | Gavin Ellis          | 1,450  | 3,2  | +2.1  |
|               | TUSC                 | Jon Woods            | 231    | 0,5  | +0.2  |
| Majorité      | Majorité             | Majorité             | 10,537 | 23,2 | +6.7  |
| Participation | Participation        | Participation        | 45,318 | 62,1 | -0.6  |
|               | Conservateur retenir | Conservateur retenir | Swing  | +3.3 |       |

| Parti         | Parti                                   | Candidat                                | Voix   | %    | ±    |
| ------------- | --------------------------------------- | --------------------------------------- | ------ | ---- | ---- |
|               | Conservateur                            | Penny Mordaunt                          | 19,533 | 44,3 | 6.5  |
|               | Travailliste Co-op                      | Sarah McCarthy-Fry                      | 12,244 | 27,8 | 13.1 |
|               | Libéral Démocrate                       | Darren Sanders                          | 8,874  | 20,1 | 3.4  |
|               | UKIP                                    | Mike Fitzgerald                         | 1,812  | 4,1  | 0.5  |
|               | Démocrates anglais                      | David Knight                            | 1,040  | 2,4  | New  |
|               | Green                                   | Iain Maclennan                          | 461    | 1,0  | New  |
|               | TUSC                                    | Mick Tosh                               | 154    | 0,3  | New  |
| Majorité      | Majorité                                | Majorité                                | 7,289  | 16,5 |      |
| Participation | Participation                           | Participation                           | 44,118 | 62,7 | 2.7  |
|               | Conservateur vainqueur sur Travailliste | Conservateur vainqueur sur Travailliste | Swing  |      |      |

### Élections dans les années 2000
| Parti         | Parti                | Candidat             | Voix   | %    | ±     |
| ------------- | -------------------- | -------------------- | ------ | ---- | ----- |
|               | Travailliste Co-op   | Sarah McCarthy-Fry   | 15,412 | 40,9 | −9.8  |
|               | Conservateur         | Penny Mordaunt       | 14,273 | 37,8 | +1.1  |
|               | Libéral Démocrate    | Gary Lawson          | 6,684  | 17,7 | +7.4  |
|               | UKIP                 | Mike Smith           | 1,348  | 3,6  | +2.1  |
| Majorité      | Majorité             | Majorité             | 1,139  | 3,0  | -11.0 |
| Participation | Participation        | Participation        | 37,717 | 60,0 | +2.6  |
|               | Travailliste retenir | Travailliste retenir | Swing  | −5.5 |       |

| Parti         | Parti                | Candidat             | Voix   | %    | ±     |
| ------------- | -------------------- | -------------------- | ------ | ---- | ----- |
|               | Travailliste         | Syd Rapson           | 18,676 | 50,7 | +3.5  |
|               | Conservateur         | Christopher Day      | 13,542 | 36,7 | −0.9  |
|               | Libéral Démocrate    | Darren Sanders       | 3,795  | 10,3 | −0.3  |
|               | UKIP                 | William McCabe       | 559    | 1,5  | +0.8  |
|               | Indépendant          | Brian Bundy          | 294    | 0,8  | +0.6  |
| Majorité      | Majorité             | Majorité             | 5,134  | 14,0 | +4.5  |
| Participation | Participation        | Participation        | 36,866 | 57,4 | −12.8 |
|               | Travailliste retenir | Travailliste retenir | Swing  | −2.2 |       |

### Élections dans les années 1990
| Parti         | Parti                                   | Candidat                                | Voix   | %     | ±     |
| ------------- | --------------------------------------- | --------------------------------------- | ------ | ----- | ----- |
|               | Travailliste                            | Syd Rapson                              | 21,339 | 47,1  | +13.9 |
|               | Conservateur                            | Peter Griffiths                         | 17,016 | 37,6  | −13.1 |
|               | Libéral Démocrate                       | Steven Sollitt                          | 4,788  | 10,6  | -4.5  |
|               | Référendum                              | Shaun Evelegh                           | 1,757  | 3,9   | N/A   |
|               | UKIP                                    | Peter Coe                               | 298    | 0,7   | N/A   |
|               | Wessex Regionalist                      | Colin Bex                               | 72     | 0,2   | N/A   |
| Majorité      | Majorité                                | Majorité                                | 4,323  | 9,5   | N/A   |
| Participation | Participation                           | Participation                           | 45,270 | 70,1  | –7.0  |
|               | Travailliste vainqueur sur Conservateur | Travailliste vainqueur sur Conservateur | Swing  | +13.5 |       |

| Parti         | Parti                | Candidat             | Voix   | %    | ±     |
| ------------- | -------------------- | -------------------- | ------ | ---- | ----- |
|               | Conservateur         | Peter Griffiths      | 32,240 | 52,6 | −2.7  |
|               | Travailliste         | Alan D. Burnett      | 18,359 | 29,9 | +10.0 |
|               | Libéral Démocrate    | Alex M. Bentley      | 10,101 | 16,5 | −8.3  |
|               | Green                | Helen Palmer         | 628    | 1,0  | +1.0  |
| Majorité      | Majorité             | Majorité             | 13,881 | 22,7 | −7.9  |
| Participation | Participation        | Participation        | 61,328 | 77,1 | +2.3  |
|               | Conservateur retenir | Conservateur retenir | Swing  | −6.4 |       |

### Élections dans les années 1980
| Parti         | Parti                | Candidat             | Voix   | %     | ±     |
| ------------- | -------------------- | -------------------- | ------ | ----- | ----- |
|               | Conservateur         | Peter Griffiths      | 33,297 | 55,30 | +0.03 |
|               | Social Démocratique  | Elizabeth Mitchell   | 14,896 | 24,74 | +1.14 |
|               | Travailliste         | David Miles          | 12,016 | 19,96 | -1.17 |
| Majorité      | Majorité             | Majorité             | 18,401 | 30,56 | -1.11 |
| Participation | Participation        | Participation        | 60,209 | 74,79 | +1.85 |
|               | Conservateur retenir | Conservateur retenir | Swing  | +0.60 |       |

| Parti         | Parti                | Candidat             | Voix   | %      | ±      |
| ------------- | -------------------- | -------------------- | ------ | ------ | ------ |
|               | Conservateur         | Peter Griffiths      | 31,413 | 55,27  | +6.62  |
|               | Social Démocratique  | S Luxon              | 13,414 | 23,60  | +23.60 |
|               | Travailliste         | Nigel Beard          | 12,013 | 21,13  | -23.25 |
| Majorité      | Majorité             | Majorité             | 17,999 | 31,67  | +27.40 |
| Participation | Participation        | Participation        | 56,840 | 72,94  | -5.72  |
|               | Conservateur retenir | Conservateur retenir | Swing  | + 14.5 |        |

### Élections dans les années 1970
| Parti         | Parti                                   | Candidat                                | Voix   | %     | ±     |
| ------------- | --------------------------------------- | --------------------------------------- | ------ | ----- | ----- |
|               | Conservateur                            | Peter Griffiths                         | 26,356 | 48,65 | +5.30 |
|               | Travailliste                            | Frank Judd                              | 24,045 | 44,38 | +1.05 |
|               | Liberal                                 | S Brewin                                | 3,354  | 6,19  | -3.72 |
|               | National Front                          | R Hadlow                                | 298    | 0,55  | +0.55 |
|               | Workers Revolutionary                   | T White                                 | 122    | 0,26  | +0.26 |
| Majorité      | Majorité                                | Majorité                                | 2,311  | 4,27  | +2.74 |
| Participation | Participation                           | Participation                           | 54,177 | 78,66 | +1.81 |
|               | Conservateur vainqueur sur Travailliste | Conservateur vainqueur sur Travailliste | Swing  | +3.17 |       |

| Parti         | Parti                   | Candidat             | Voix   | %     | ±     |
| ------------- | ----------------------- | -------------------- | ------ | ----- | ----- |
|               | Travailliste            | Frank Judd           | 24,352 | 45,87 | +2.26 |
|               | Conservateur            | John Ward            | 23,007 | 43,33 | +0.3  |
|               | Liberal                 | Eileen Brooks        | 5,208  | 9,81  | -3.55 |
|               | More Prosperous Britain | Tom Keen             | 527    | 0,99  | +0.99 |
| Majorité      | Majorité                | Majorité             | 1,345  | 2,53  | +1.94 |
| Participation | Participation           | Participation        | 53,094 | 76,85 | -3.00 |
|               | Travailliste retenir    | Travailliste retenir | Swing  | +1.28 |       |

| Parti         | Parti                | Candidat             | Voix   | %     | ±   |
| ------------- | -------------------- | -------------------- | ------ | ----- | --- |
|               | Travailliste         | Frank Judd           | 23,847 | 43,61 | N/A |
|               | Conservateur         | Peter Griffiths      | 23,527 | 43,03 | N/A |
|               | Liberal              | A.J. Peaston         | 7,304  | 13,36 | N/A |
| Majorité      | Majorité             | Majorité             | 320    | 0,59  | N/A |
| Participation | Participation        | Participation        | 54,678 | 79,85 | N/A |
|               | Travailliste retenir | Travailliste retenir | Swing  | N/A   |     |

## Résultats élection 1918-1950

### Élections dans les années 1940
| Parti         | Parti                                   | Candidat                                | Voix   | %     | ±      |
| ------------- | --------------------------------------- | --------------------------------------- | ------ | ----- | ------ |
|               | Travailliste                            | Donald Bruce                            | 15,352 | 51,09 | +17.79 |
|               | Conservateur                            | Greville Howard                         | 14,310 | 47,62 | -19.0  |
|               | Democratic                              | John Edward Vincent Keast               | 388    | 1,29  | +1.29  |
| Majorité      | Majorité                                | Majorité                                | 1,042  | 3,47  | +36.23 |
| Participation | Participation                           | Participation                           | 30,050 | 75,36 | +10.5  |
|               | Travailliste vainqueur sur Conservateur | Travailliste vainqueur sur Conservateur | Swing  | 18.88 |        |

| Parti         | Parti                | Candidat             | Voix  | %    | ±   |
| ------------- | -------------------- | -------------------- | ----- | ---- | --- |
|               | Conservateur         | William James        | 6,735 | 59,7 |     |
|               | Common Wealth        | Thomas Sargant (en)  | 4,545 | 40,3 | n/a |
| Majorité      | Majorité             | Majorité             | 2,190 |      |     |
| Participation |                      |                      |       |      |     |
|               | Conservateur retenir | Conservateur retenir | Swing |      |     |

### Élections dans les années 1930
| Parti         | Parti                | Candidat             | Voix   | %     | ±      |
| ------------- | -------------------- | -------------------- | ------ | ----- | ------ |
|               | Conservateur         | Roger Keyes          | 22,956 | 66,62 | +7.02  |
|               | Travailliste         | Edward Thomas Humby  | 11,502 | 33,38 | -7.02  |
| Majorité      | Majorité             | Majorité             | 11,454 | 33,24 | +14.04 |
| Participation | Participation        | Participation        | 34,458 | 64,86 | -9.63  |
|               | Conservateur retenir | Conservateur retenir | Swing  | +7.02 |        |

| Parti         | Parti                | Candidat             | Voix   | %    | ±      |
| ------------- | -------------------- | -------------------- | ------ | ---- | ------ |
|               | Conservateur         | Roger Keyes          | 17,582 | 59,6 | -8.8   |
|               | Travailliste         | Edward Thomas Humby  | 11,904 | 40,4 | +8.8   |
| Majorité      | Majorité             | Majorité             | 5,678  | 19,2 | -17.6  |
| Participation | Participation        | Participation        | 29,486 | 55,7 | -18.79 |
|               | Conservateur retenir | Conservateur retenir | Swing  | -8.8 |        |

| Parti         | Parti                | Candidat             | Voix   | %      | ±      |
| ------------- | -------------------- | -------------------- | ------ | ------ | ------ |
|               | Conservateur         | Bertram Falle        | 26,331 | 69,37  | +24.87 |
|               | Travailliste         | Kenneth Dewar        | 12,182 | 31,63  | -4.57  |
| Majorité      | Majorité             | Majorité             | 14,149 | 36,74  | +28.44 |
| Participation | Participation        | Participation        | 38,513 | 74,49  | +3.69  |
|               | Conservateur retenir | Conservateur retenir | Swing  | +14.87 |        |

### Élections dans les années 1920
| Parti              | Parti              | Candidat                 | Voix   | %    | ±     |
| ------------------ | ------------------ | ------------------------ | ------ | ---- | ----- |
|                    | Unioniste          | Bertram Falle            | 15,352 | 44,5 | −18.6 |
|                    | Travailliste       | Edward Archbold          | 12,475 | 36,2 | −0.7  |
|                    | Liberal            | Archibald William Palmer | 6,643  | 19,3 | N/A   |
| Majorité           | Majorité           | Majorité                 | 2,877  | 8,3  | −27.9 |
| Participation      | Participation      | Participation            | 34,470 | 70,8 | −4.2  |
| Registre électeurs | Registre électeurs | Registre électeurs       | 48,688 |      |       |
|                    | Unioniste retenir  | Unioniste retenir        | Swing  | −9.0 |       |

| Parti              | Parti              | Candidat           | Voix   | %    | ±     |
| ------------------ | ------------------ | ------------------ | ------ | ---- | ----- |
|                    | Unioniste          | Bertram Falle      | 17,597 | 63,1 | +12.9 |
|                    | Travailliste       | Olaf Gleeson       | 10,279 | 36,9 | +0.7  |
| Majorité           | Majorité           | Majorité           | 7,318  | 26,2 | +12.2 |
| Participation      | Participation      | Participation      | 27,876 | 75,0 | +3.3  |
| Registre électeurs | Registre électeurs | Registre électeurs | 37,168 |      |       |
|                    | Unioniste retenir  | Unioniste retenir  | Swing  | +6.1 |       |

| Parti              | Parti              | Candidat                   | Voix   | %    | ±     |
| ------------------ | ------------------ | -------------------------- | ------ | ---- | ----- |
|                    | Unioniste          | Bertram Falle              | 13,229 | 50,2 | −5.7  |
|                    | Travailliste       | Olaf Gleeson               | 9,523  | 36,2 | +9.3  |
|                    | Liberal            | William Llewellyn Williams | 3,584  | 13,6 | −3.6  |
| Majorité           | Majorité           | Majorité                   | 3,706  | 14,0 | −15.0 |
| Participation      | Participation      | Participation              | 26,336 | 71,7 | −0.2  |
| Registre électeurs | Registre électeurs | Registre électeurs         | 36,717 |      |       |
|                    | Unioniste retenir  | Unioniste retenir          | Swing  | −7.5 |       |

| Parti              | Parti              | Candidat                    | Voix   | %    | ±     |
| ------------------ | ------------------ | --------------------------- | ------ | ---- | ----- |
|                    | Unioniste          | Bertram Falle               | 14,168 | 55,9 | −5.9  |
|                    | Travailliste       | Arthur Henderson            | 6,808  | 26,9 | N/A   |
|                    | Liberal            | Thomas Henry Field Lapthorn | 4,368  | 17,2 | N/A   |
| Majorité           | Majorité           | Majorité                    | 7,360  | 29,0 | +5.4  |
| Participation      | Participation      | Participation               | 25,344 | 71,9 | +19.6 |
| Registre électeurs | Registre électeurs | Registre électeurs          | 35,236 |      |       |
|                    | Unioniste retenir  | Unioniste retenir           | Swing  | N/A  |       |

### Élections dans les années 1910
| Parti                                                 | Parti                               | Candidat                  | Voix   | %    | ±   |
| ----------------------------------------------------- | ----------------------------------- | ------------------------- | ------ | ---- | --- |
| C                                                     | Unioniste                           | Bertram Falle             | 11,427 | 61.8 | N/A |
|                                                       | Naval and Lower-Deck                | Lionel James Woods Yexley | 7,063  | 38,2 | N/A |
| Majorité                                              | Majorité                            | Majorité                  | 4,364  | 23,6 | N/A |
| Participation                                         | Participation                       | Participation             | 18,490 | 52,3 | N/A |
| Registre électeurs                                    | Registre électeurs                  | Registre électeurs        | 35,367 |      |     |
|                                                       | Unioniste vainqueur (nouveau siège) |                           |        |      |     |
| C candidat approuvé par le gouvernement de coalition. |                                     |                           |        |      |     |

- Yexley était soutenu par le comité parlementaire, ainsi que par l'association libérale locale.

## Sources
- F. W. S. Craig, British parliamentary election results 1918–1949, Chichester, Parliamentary Research Services, 1983, 3e éd. (1re éd. 1969) (ISBN 0-900178-06-X)
- Leigh Rayment's Historical List of MPs – Constituencies beginning with "P" (part 2)